# وانغ مين (مجدفة)
وانغ مين (بالصينية: 汪敏) هي مجدفة صينية، ولدت في 16 فبراير 1990 في تشانغتشو في الصين.

## وصلات خارجية
- وانغ مين على موقع الاتحاد الدولي للتجديف (الإنجليزية)
- وانغ مين على موقع أوليمبيديا (الإنجليزية)
- وانغ مين على موقع اللجنة الأولمبية الصينية (الإنجليزية)